# Autun
Autun este o comună franceză situată în departamentul Saône-et-Loire, în regiunea Bourgogne-Franche-Comté.
Fondată de romani sub numele de Augustodunum, soră și rivală a Romei la începutul domniei împăratului Augustus, capitală galo-romană a eduilor în locul Bibracte, episcopie încă din Antichitate, Autun a fost, până la sfârșitul secolului al XV-lea, un oraș prosper și un centru cultural influent, în ciuda jafurilor și invaziilor. Pionieră a revoluției industriale în secolul al XIX-lea prin exploatarea timpurie a șistului bituminos și a fluorinei, Autun a cunoscut în secolul al XX-lea un nou avânt economic, devenind sediul mai multor companii internaționale (Dim, Nexans) și găzduind unul dintre cele șase licee militare franceze. Orașul păstrează din trecutul său antic și medieval un patrimoniu bogat, ceea ce îl face unul dintre cele mai importante situri turistice din inima Burgundiei.

## Geografie
Orașul se sprijină pe marginea sudică a unei depresiuni numite bazinul Autun, formată în Permian, care include stratotipul Asselian și alcătuiește regiunea Autunois. La nord este înconjurat de pășuni, la vest de masivul Morvan, iar la sud de păduri de foioase (pădurea Planoise) ce acoperă un platou de gresie.

### Comune limitrofe
| Tavernay  | Saint-Forgeot Dracy-Saint-Loup | Curgy        |
| Monthelon |                                | Auxy Antully |
| Brion     | Mesvres Broye                  | Marmagne     |

### Geologie
Zăcământul de șist bituminos de la Autun a dat numele său perioadei geologice în care s-a format: Autunianul, care se întinde între acum 299 și 285 de milioane de ani. A fost exploatat industrial în zonă între 1824 și 1957, în special în mina Télots.

### Hidrografie
- Ternin[5], afluent al Arroux[6], care la rândul său este afluent al Loarei, traversează o parte a aglomerației;
- La Celle, pârâu care se varsă în Arroux în aval de Autun, ale cărui ape sunt parțial deviate pentru a alimenta orașul;
- Numeroase pâraie și izvoare în interiorul orașului, printre care pârâul Mugne sau pârâul Tăbăcăriilor, care se varsă în Arroux în aval de podul Saint-Andoche;
- Pârâul Zânei (La Fée), care izvorăște de pe platoul Planoise, fiind alimentat în apropierea podului Saint-Pierre de pârâul Crucii Castanilor (La Croix des Châtaigniers), care la rândul său se varsă mai jos de Pont-l'Évêque în acest pârâu;
- Acaron, care izvorăște din înălțimile Montjeu și se varsă în Arroux la poalele incintei, sub zidurile cazărmii Changarnier;
- Saint-Pierre, pârâu format prin unirea pâraielor Chapelle și Papeterie.

### Climă
În 2010, clima comunei era de tip oceanic alterat, conform unui studiu realizat de Centrului Național de Cercetare Științifică (CNRS), bazat pe o serie de date acoperind perioada 1971-2000. În 2020, Météo-France a publicat o tipologie a climatului din Franța metropolitană, în care comuna este în continuare clasificată cu un climat oceanic alterat și situată în regiunea climatică Lorena, platoul Langres, Morvan, caracterizată prin ierni aspre (1,5 °C), vânturi moderate și ceață frecventă în toamnă și iarnă.
Pentru perioada 1971-2000, temperatura anuală medie este de 10,5 °C, cu o amplitudine termică anuală de 16,6 °C. Cumulul anual mediu de precipitații este de 1 061 mm, cu 12,1 zile de precipitații în ianuarie și 7,6 zile în iulie. Pentru perioada 1991-2020, temperatura medie anuală observată la stația meteorologică Météo-France cea mai apropiată, situată în comună este de 10,7 °C, iar cumulul anual mediu de precipitații este de 857,2 mm.
Parametrii climatici ai comunei au fost estimați pentru mijlocul secolului (2041-2070) conform diferitelor scenarii de emisie de gaze cu efect de seră, bazate pe noile proiecții climatice de referință DRIAS-2020. Aceștia pot fi consultați pe un site dedicat publicat de Météo-France în noiembrie 2022.

## Urbanism

### Tipologie
La 1 ianuarie 2024, Autun este categorisit drept centru urban intermediar, conform noii grile comunale de densitate cu șapte niveluri definită de INSEE (Institutul Național de Statistică și Studii Economice) în 2022. Face parte din unitatea urbană Autun, o unitate urbană monocelulară care constituie un oraș izolat. De asemenea, comuna face parte din zona metropolitană Autun, al cărei centru este. Această zonă, care reunește 42 de comune, este clasificată în categoriile zonelor cu mai puțin de 50.000 de locuitori.

### Utilizarea terenurilor
Utilizarea terenurilor în comună, conform bazei de date europene privind ocuparea biogeofizică a solurilor Corine Land Cover (CLC), se caracterizează prin predominanța teritoriilor agricole (43,1 % în 2018), în scădere față de 1990 (44,5 %). Distribuția detaliată în 2018 este următoarea: păduri (41,7 %), pășuni (28,7 %), zone agricole heterogene (11 %), zone urbanizate (7,4 %), zone industriale sau comerciale și rețele de comunicații (3,6 %), terenuri arabile (3,4 %), spații verzi artificializate, neagricole (2,9 %), medii cu vegetație arbustivă și/sau ierboasă (0,7 %), ape continentale (0,7 %). Evoluția ocupării terenurilor în comună și a infrastructurilor sale poate fi observată pe diferitele reprezentări cartografice ale teritoriului: harta Cassini (secolul XVIII), harta de stat-major (1820-1866) și hărțile sau fotografiile aeriene ale IGN pentru perioada actuală (1950 până în prezent).

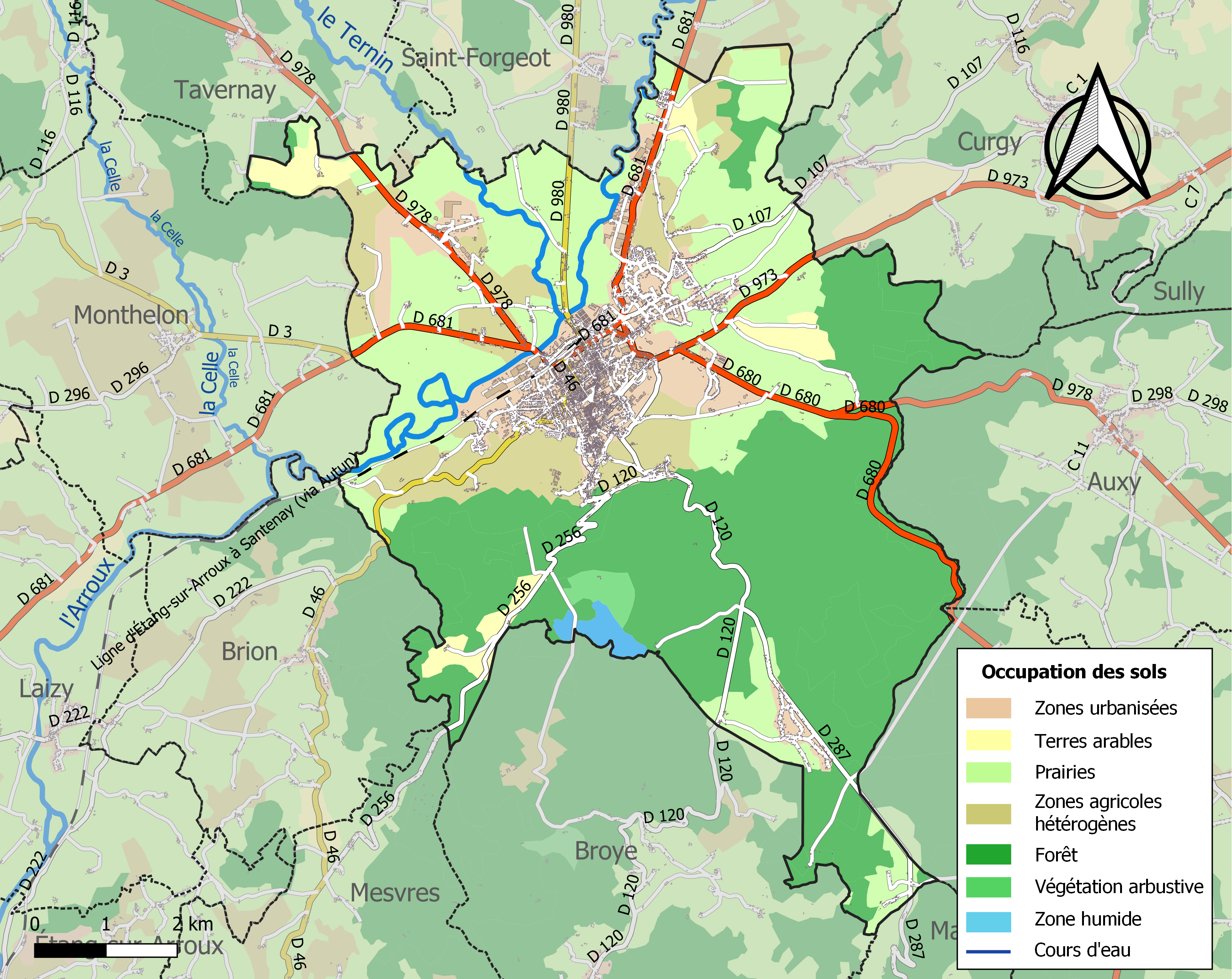
Harta infrastructurii și utilizării terenului a comunei în 2018 (CLC).

## Toponimie
Înainte de formarea orașului Augustodunum în jurul anului 10 î.Hr., localitatea era atestată sub numele de Haedui, iar în 50 î.Hr. sub forma civitas Haeduae. Prima mențiune a orașului galo-roman provine de la Tacit în anul 115. În secolul al VI-lea, Gregor de Tours menționează Agustidunum și Monasterium Agusthidunensis. În secolele următoare sunt atestate diverse forme ale numelui: Augustodunensium urbis în 850, Infra castrum Augustidunum seu infra Haeduam civitatem în 861, In latere Aeduae civitatis în 900, Urbem Augustudunum în 921, Apud Eduam și Sedis Ostudunensis în 972, Urbem Eduorum în 1096, Infra civitatem Eduensem în 1198.
Începând cu secolul al XIII-lea, formele atestate se apropie de denumirea actuală: Ostum în 1254, Ostun în 1259, Ostuun în 1261, Hostun în 1273, Osteun în 1294, Otthun în 1376, Othun în 1380, Ostung în 1475, Austun în 1565, Authun în 1666, iar în cele din urmă Autun în 1666 și 1783.
Numele antic al orașului Augustodunum este format din numele împăratului Augustus, asociat cu elementul celtic -dunon, care înseamnă „fortăreață”, formând astfel expresia „fortăreața lui August”.

## Istorie
Autun a păstrat numeroase vestigii antice și medievale. Orașul a fost una dintre capitalele creștine ale lumii romane.

### Augustodunum, oraș roman
Orașul Autun a fost fondat în timpul domniei împăratului roman Octavianus Augustus (27 î.Hr. – 14 d.Hr.). Numele său antic, Augustodunum, înseamnă „fortăreața lui August”. Augustus dorea să creeze un mare oraș în Galia, care să reflecte puterea Romei. Astfel, Augustodunum a fost înzestrat cu monumente care îi conferă și astăzi renumele.
Orașul se echipează rapid:
- un zid de incintă cu o lungime de aproximativ 6 km, care închidea o suprafață de 200 ha[23], prevăzut cu numeroase turnuri. Acesta era străbătut de patru porți — dintre care două, porțile Saint-André și Arroux, s-au păstrat — situate la capetele celor două străzi principale, care se intersectau în unghi drept (cardo maximus și decumanus maximus).
- un teatru roman, cu un diametru de 148 de metri, care putea găzdui până la 20.000 de persoane, fiind cel mai mare ca capacitate din partea occidentală a Imperiului Roman;
- un amfiteatru, astăzi dispărut, cu dimensiuni de 154 metri pe 130, situat la aproximativ cincizeci de metri de teatru;
- templul gallo-roman numit „al lui Ianus”, situat în afara zidurilor de incintă, care face parte din vastul sanctuar suburban de la La Genetoye, descoperit în 1976. Acest templu a fost atribuit în mod eronat divinității romane Janus, iar arheologii nu știu încă ce zeitate era venerată aici. Pe o placă explicativă instalată în fața clădirii se poate citi:

„ La nord-vest de orașul antic, pe malul drept al râului Arroux, se întindea un cartier al cărui singur vestigiu vizibil, templul numit «al lui Ianus», subliniază vocația sa cultuală. […] Forma particulară a acestui templu, numit fanum, este de tradiție galică, deși tehnica sa de construcție, databilă în secolul I al erei noastre, este romană. Numele de Janus i-a fost asociat în mod eronat în secolul al XVI-lea de istoricul Pierre de Saint-Julien de Balleure, care a interpretat astfel numele sectorului în care se ridică: La Genetoye. Acest termen desemnează, de fapt, un loc unde cresc tufișuri de fabaceae. Zeitatea venerată aici rămâne complet necunoscută. […] ”
- teatrul de la Haut-du-Verger, situat la 150 de metri nord-vest de templul numit „al lui Ianus”, ale cărui structuri nu sunt vizibile la suprafață, fiind descoperit în 1976 prin prospecțiuni aeriene realizate de René Goguey, în urma marii secete. Acesta face parte din sanctuarul suburban de la La Genetoye, un vast complex monumental care se întinde pe aproximativ 45 de hectare, la confluența râurilor Arroux și Ternin. Săpăturile din 1977 au scos la iveală zidurile curbe și radiale ale unei cavea de formă semicirculară, construită pe fundațiile unei clădiri anterioare de mare importanță. Având un diametru de 117 metri, teatrul a fost inițial atribuit categoriei teatrelor gallo-romane asociate templelor[24]. Cu toate acestea, anumite particularități ale gradenelor sale exclud teatrul de la Haut-du-Verger din grupul teatrelor romane clasice din punct de vedere arhitectural.
- piramida de la Couhard, care se înalță în apropierea vechii necropole numite „Champ des Urnes” și care, conform tradiției, ar fi, printre alte ipoteze, mormântul druidului edu Diviciacos, prieten al lui Cicero și al lui Cezar, sau al unui fost vergobret. Totuși, destinația sa exactă, fie ca mormânt, fie ca cenotaf, a stârnit numeroase întrebări[25][26].

Crearea orașului Autun a atras populațiile din împrejurimi, în special locuitorii din Bibracte, oppidumul edu, mai greu accesibil, care a căzut treptat în uitare.
Autun a fost renumit pentru școala sa de retorică, ai cărei primi reprezentanți care au adus cultura literară la Trier au fost panegiriștii, profesori de retorică provenind din școlile din Autun, Bordeaux, Roma și chiar Trier. Dintre discursurile redactate între anii 197 și 312, cinci au fost compuse la Autun. Încă din anul 107, această școală de filosofie și retorică din Autun atrăgea studenți din întregul Imperiu. Un poem de 148 de hexametri a fost scris de un retor din celebra școală de retorică ce înflorea la Autun în vremea lui Constantin.
Capturată de Julius Sacrovir în anul 21, Autun a fost centrul revoltei conduse de acest gal și de Julius Florus. Învins de legiunile trimise pentru a restabili ordinea, Julius Sacrovir s-a sinucis în una dintre vilele sale din apropierea orașului.
În secolul al III-lea, Autun a fost asediată timp de șapte luni, capturată și distrusă de uzurpatorul Victorinus în anul 270, fiind reconstruită în secolul următor de Constantin. În anul 356, orașul a fost din nou asediat de alamani, dar a fost eliberat în același an de Iulian, care i-a pus pe fugă.
La începutul anului 2010, în timpul construcției unor locuințe în apropierea porții Arroux, lucrările au dus la descoperirea unui cartier antic, precum și a peste 100.000 de monede din bronz datând din secolul al III-lea.

### Evul mediu
Léger (născut în jurul anului 616 – mort în 678) a fost episcop de Autun. A fost torturat la Lucheux (Somme) din ordinul majordomului palatului, Ébroïn, care ulterior a ordonat asasinarea sa. În jurul anului 670, el a prezidat al doilea conciliu de la Autun (după cel din 599, convocat de episcopul Syagre).

#### Invazii
Se presupune că orașul a fost jefuit de sarazinii generalului Ambiza pe 22 august 725 sau 731, în funcție de surse. Canonicul Marilier menționează chiar un raid „vandal” în 725, urmat de unul sarazin în 731. Aceste ipoteze se bazează însă pe surse slabe, târzii și uneori fanteziste.
În 2011, Hervé Mouillebouche subliniază probabilitatea unui raid franc condus de Carol Martel și de leuci, bazându-se pe așa-numitele cronici ale lui Frédégaire, precum și pe diverse surse contemporane france și arabe, care demonstrează, de asemenea, improbabilitatea unei înaintări a sarazinilor dincolo de Lyon. Data foarte precisă de 22 august este legată de cultul Sfântului Simforian la Autun, asociind astfel prin această dată jefuirea orașului cu martiriul sfântului.
În urma acestui dezastru, câțiva ani mai târziu, în 733, Carol Martel îl încredințează pe Théodoric I (708-755?), nepotul lui Bernarius, fondatorul liniei Thierry, conți de Autun. Din această familie face parte și Thierry II de Autun (748-804), fratele celebrului Guillaume din Gellone (751 – 28 mai 812).
Orașul a fost din nou jefuit de normanzi în anul 888. În secolul al X-lea, a devenit reședința unui comitat aflat sub dependența ducatului de Burgundia.

#### Centru religios
În Evul Mediu, orașul devine un important centru ecleziastic și un loc de pelerinaj de mare anvergură, evidențiat de noua sa catedrală, pe lângă catedrala Saint-Nazaire din Autun. Aici erau venerate presupusele relicve ale lui Lazăr din Aix, nu cele ale Sfântului Lazăr din Betania, personaj biblic, ci ale unui episcop din Aix-en-Provence din secolul al V-lea.
Cultul lui Lazăr din Aix, numit și Sfântul Lazăr la Autun în secolul al XII-lea, pare să fi fost o replică la cel al Mariei Magdalena venerată la Vézelay. Catedrala Saint-Lazare (1120), biserică romanică de tip Cluny, este faimoasă mai ales datorită timpanului său, sculptat cu mare finețe și reprezentând Judecata de Apoi, semnat de artistul Gislebert. Acest portal remarcabil a fost păstrat în mod excepțional datorită canonicilor din Autun, în ciuda distrugerilor de opere medievale comise în secolul al XVIII-lea.
Instanțele de apel ale curții ducelui de Burgundia recunosc că abația Saint-Martin din Autun deține din vechime dreptul de înaltă, medie și joasă jurisdicție asupra domeniului Chanchauvain, numit astăzi Champ-Chanoux, care a aparținut și prioratului Chanchanoux, situat în hotarul localității Saint-Eugène.
La 13 iulie 1463, locuitorii din Saint-Martin și Saint-Pantaléon primesc scrisorile lor de eliberare din partea abatelui abației Saint-Martin din Autun.

### Epoca modernă

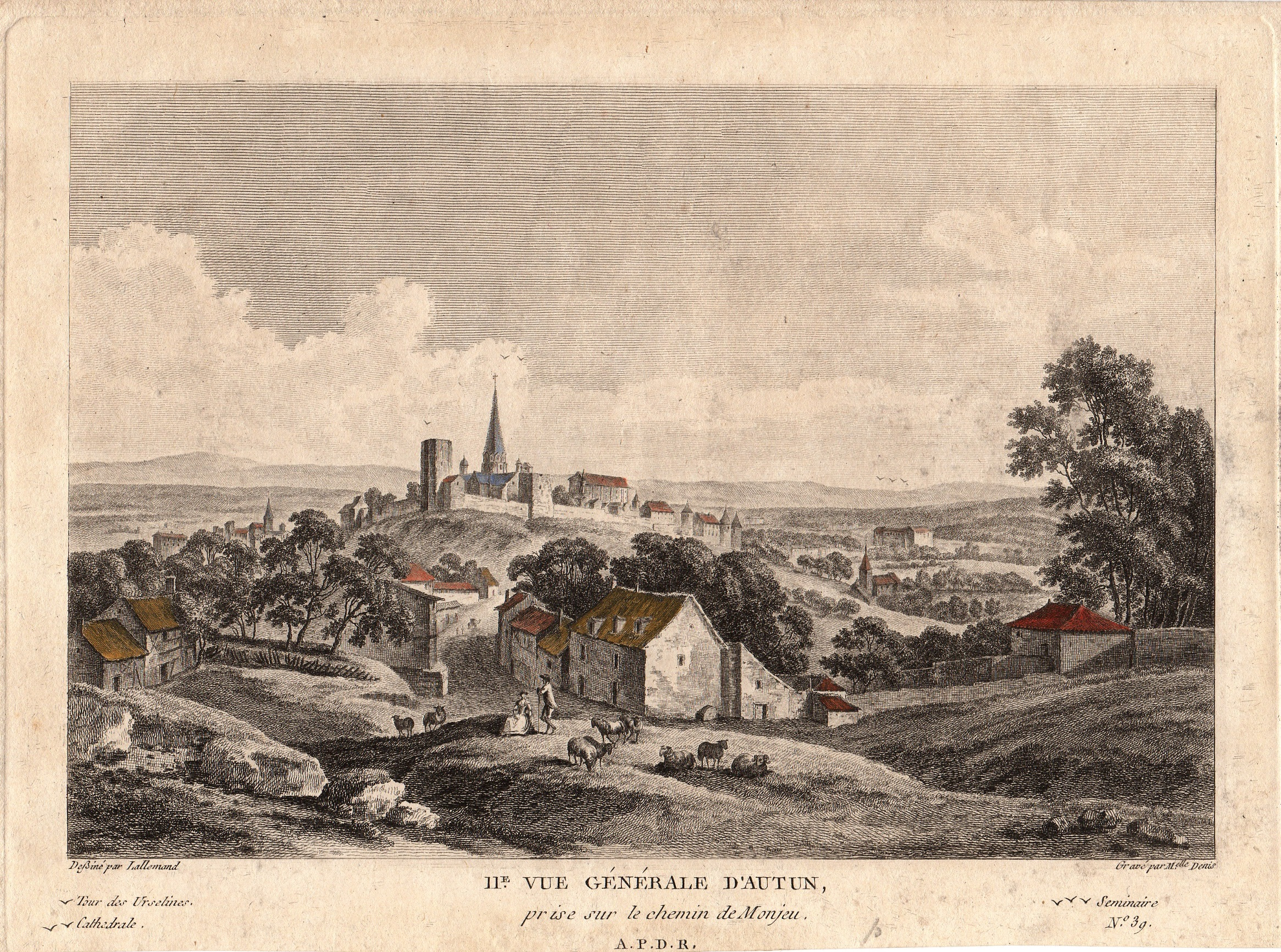
Vedere generală a orașului Autun, realizată de pe drumul de Monjeu, desenată de Jean-Baptiste Lallemand (1716-1803).

Izolarea geografică a orașului, concurența tot mai mare din partea Dijonului, a orașului Chalon-sur-Saône și, mai târziu, a Le Creusot au contribuit la declinul său începând din secolul al XV-lea.
În 1788, Talleyrand devine episcop de Autun. În 1789, este ales deputat al clerului pentru Stările Generale ale Franței.

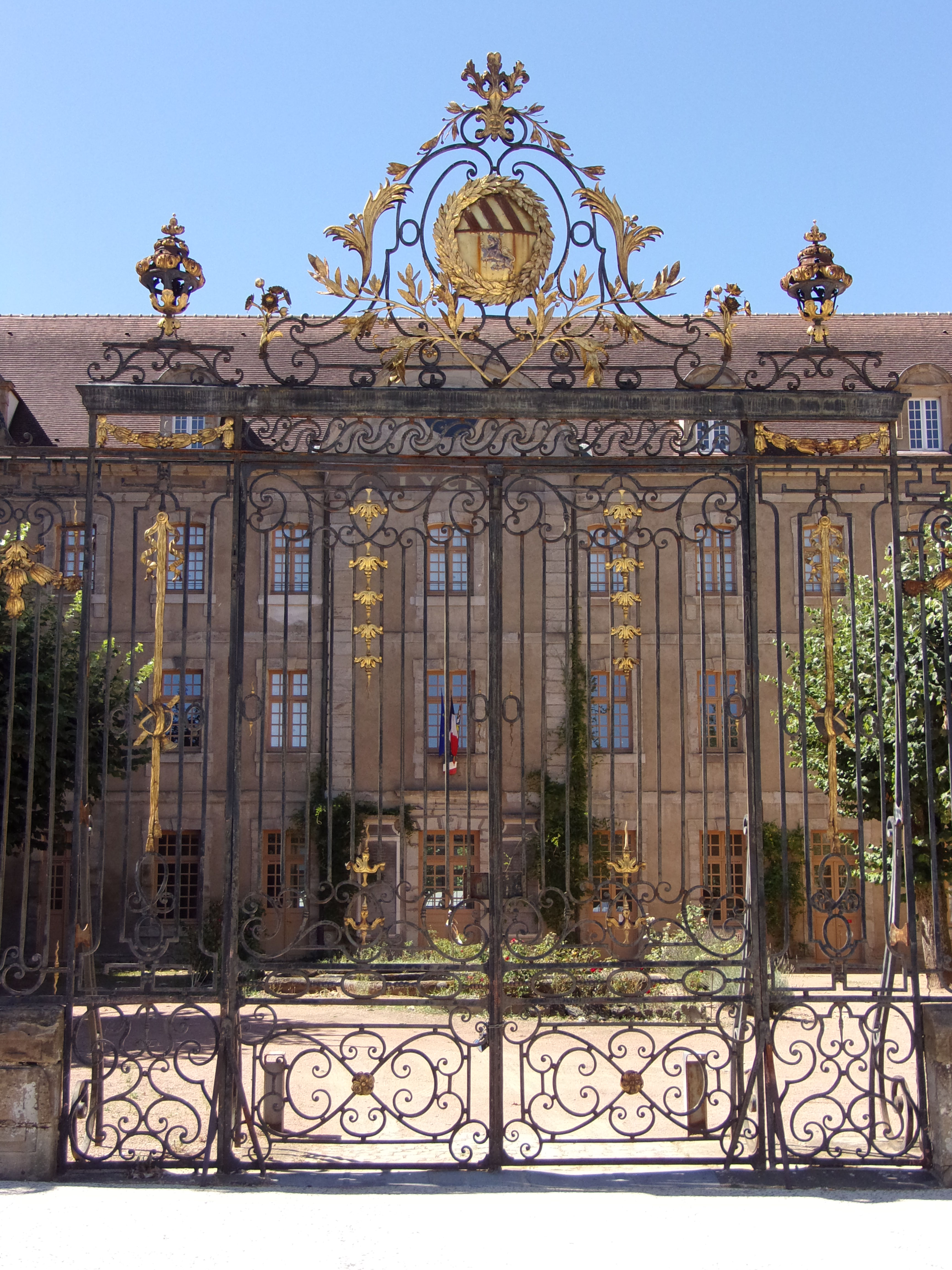
Poarta din fier forjat ale liceului Bonaparte.

În 1790, Autun este desemnată drept reședință a unuia dintre cele șapte districte ale noului departament Saône-et-Loire.
În perioada revoluționară a Convenției Naționale (1792-1795), comuna a purtat temporar numele de Bibracte.
Liceul din secolul al XVII-lea ocupă un loc important în istoria orașului și chiar a Franței, deoarece Napoleon Bonaparte, căruia i se datorează numele actual al instituției, precum și frații săi Joseph și Lucien, și-au făcut studiile aici. Acest liceu continuă să funcționeze și în prezent. Se pot admira grilajele din fier forjat, ridicate în 1772, pe care sunt reprezentate diverse obiecte simbolizând materiile predate în această instituție, de-a lungul părții superioare a acestora.
Fostul hotel al marchizului de Fussey, situat pe strada de l'Arquebuse și construit în 1782, devine sediul subprefecturii în 1820. În timpul războiului franco-prusac, Garibaldi îl transformă în cartierul său general la sfârșitul anului 1870 și începutul anului 1871.
În timpul Revoluției, Autun încorporează comunele învecinate Fragny (deja fuzionată anterior cu Montromble) și Saint-Symphorien-lès-Autun.

### Epoca contemporană

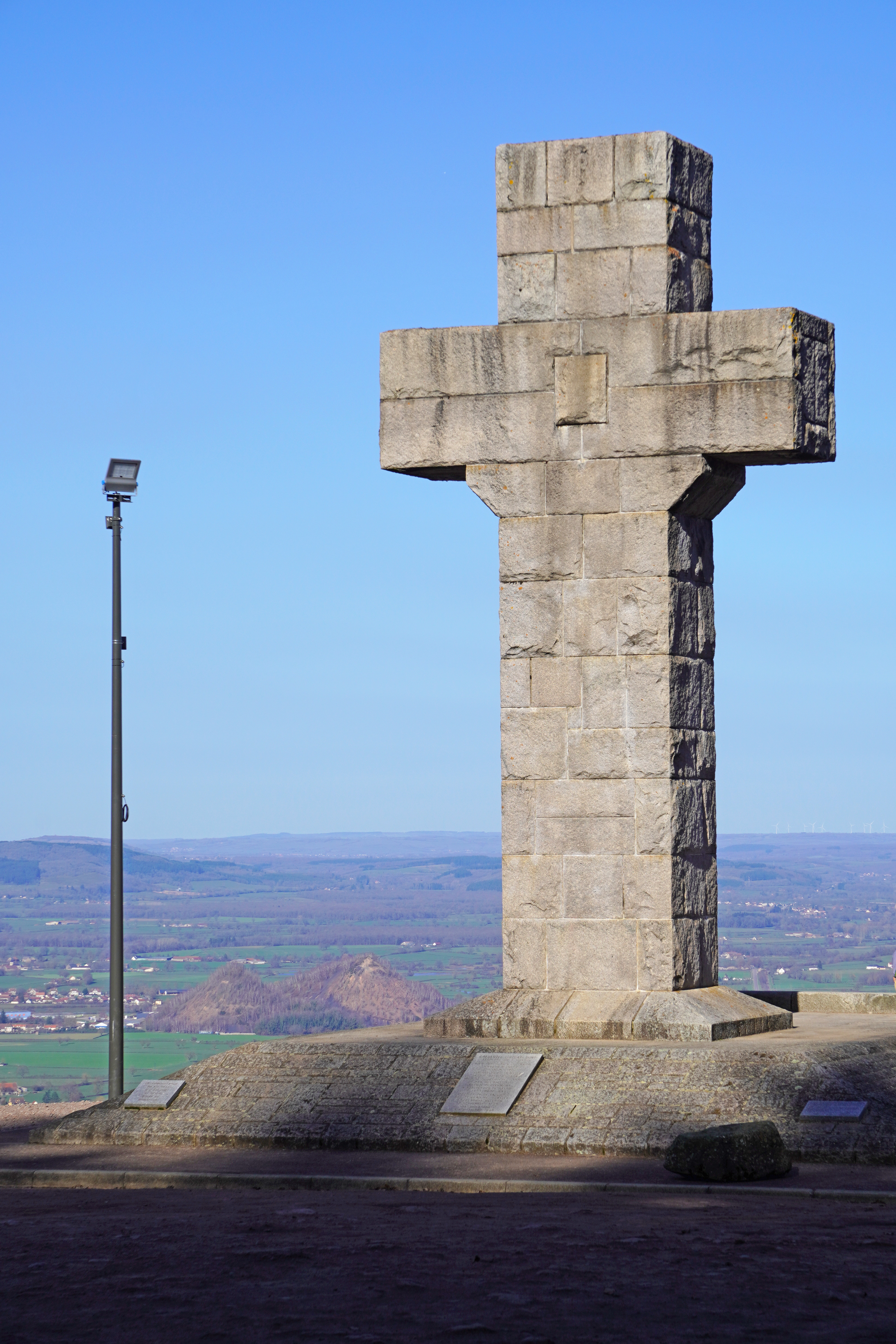
Crucea Eliberării pe înălțimile orașului Autun.

#### Războiul din 1870
La 27 noiembrie 1870, în dimineața zilei, armata din Vosgi, aflată în retragere spre Autun, era urmărită de a 3-a brigadă din Baden, comandată de generalul Keller.
La 30 noiembrie, generalul Garibaldi, comandantul-șef al armatei din Vosgi, a ajuns la Autun și a organizat apărarea orașului. A doua și a treia baterie de campanie ale Gărzii Mobile din Charente, precum și bateria de munte, erau poziționate pe esplanada micului seminar, cel mai înalt punct al orașului. Două piese de artilerie din bronz ale Gărzii Mobile din Saône-et-Loire erau poziționate la Auxy.
Germanii au ajuns la Autun pe 1 decembrie, spre sfârșitul dimineții. Artileria lor a intrat în acțiune în jurul prânzului. Artileria franceză a răspuns ferm. Atunci, artileria germană și-a concentrat focul asupra micului seminar. În ciuda pierderilor numeroase, bateriile franceze au continuat să tragă, oprind atacul prusac. Inamicul a încercat apoi să ocolească apărarea franceză prin pădurea Planoise. Pentru a contracara această manevră, trupele de rezervă franceze, întărite de două secțiuni ale bateriei de munte, s-au deplasat la marginea pădurii. Surprins de rezistența francezilor, inamicul s-a retras spre pădurea Vesvres, apoi s-a retras spre Dijon.
Artileriștii francezi au plătit un tribut greu pentru apărarea orașului Autun: 53 de morți sau răniți din cei 120 angajați în luptă.

#### Tacotul din Morvan
La începutul secolului al XX-lea, comuna era deservită de una dintre liniile tacotului din Morvan: calea ferată Autun - Château-Chinon.
Gara sa terminus era situată alături de gara liniei PLM. Acest terminus marca punctul de plecare pentru calculul kilometrilor liniei; gara era astfel situată la PK 0.
După ce traversa un pod metalic (din care astăzi nu mai rămâne decât pila de pe malul drept) deasupra râului Arroux, linia avea două halte facultative: la carrefourul de la Folie (numit astăzi carrefourul de la Légion) și în cătunul Les Moreaux.
Traficul de călători a fost oprit pe 31 iulie 1931, fiind înlocuit cu un serviciu de autocare. Linia, închisă definitiv în 1936, a fost complet demontată în 1939.
Exploatarea șistului în regiunea Autun a început în 1824, la Igornay. Ulei de șist era produs încă din 1837 pentru iluminatul public, iar instalațiile au fost îmbunătățite constant pentru a diversifica producția. Mina Télots a fost cea mai importantă, fiind echipată în 1936 cu o rafinărie și angajând câteva sute de muncitori care produceau carburant pentru automobile. Aceasta a fost ultima mină care s-a închis, în 1957. Producția totală a zăcământului este estimată la 13 milioane de tone.

#### Al Doilea Război Mondial
n timpul celui de-Al Doilea Război Mondial, Autun a fost eliberat pe 9 septembrie 1944 de trupele franceze debarcate în Provence (al 2-lea regiment de dragoni al colonelului Demetz), alături de grupurile armate ale FFI (Corps Franc Pommiès) și FTP (Regimentul Valmy).

### După Eliberare
La 11 februarie 1992, orașul Autun a primit titlul de „Ville d'Art et d'Histoire” (Oraș de Artă și Istorie).
La Jocurile Olimpice de iarnă din 1992 de la Albertville, în Savoie, flacăra olimpică a trecut prin Autun.

## Populația și societatea

### Date demografice
Evoluția numărului de locuitori este cunoscută prin recensămintele populației efectuate în comună începând din 1793. Pentru comunele cu mai puțin de 10 000 de locuitori, un recensământ al întregii populații este realizat la fiecare cinci ani, populațiile legale pentru anii intermediari fiind estimate prin interpolare sau extrapolare.
În 2022, comuna număra 13 144 locuitori, în scădere cu -2,87 % față de 2016 (Saône-et-Loire: −1,06 %, Franța fără Mayotte: +2,11 %).
| An        | 1793  | 1821  | 1841   | 1851   | 1876   | 1886   | 1901   | 1921   | 1936   | 1962   | 1982   | 2006   | 2014   | 2022   |
| --------- | ----- | ----- | ------ | ------ | ------ | ------ | ------ | ------ | ------ | ------ | ------ | ------ | ------ | ------ |
| Populație | 7 792 | 9 744 | 11 164 | 11 997 | 12 889 | 14 895 | 15 764 | 13 856 | 14 863 | 15 305 | 20 587 | 14 806 | 13 955 | 13 144 |

## Cultura și patrimoniul local

### Locuri si monumente
Autun, situat în inima Burgundiei, și-a păstrat un anumit farmec și adăpostește numeroase monumente.

#### Monumente gallo-romane
- Poarta Saint-André[46]
- Poarta d'Arroux[47]
- Teatrul roman din Autun, unde în fiecare vară are loc spectacolul Augustodunum[48]
- Templul lui Ianus[49]
- Piramida din Couhard, un monument funerar antic de formă piramidală, învăluit în legende[50]

#### Alte monumente
- Aliniamentul megalitic de la Camp de la Justice – Aproximativ treizeci de megaliți au fost descoperiți în 1882, dintre care cinci mai există și astăzi[51].
- Zidurile romane care înconjoară orașul vechi.
- Turnul Ursulinelor, un turn octogonal situat pe înălțimile orașului. Înconjurat de zidurile romane, turnul este surmontat de o statuie a Sfintei Fecioare, înaltă de 3 metri, datând din 1862 și, de asemenea, clasată monument istoric. Din 1997, turnul aparține restauratorului de artă și pictorului japonez Hisao Takahashi. În primul weekend din mai, se pot vedea koinobori (carpi din țesătură) plutind în vânt, ca parte a ceremoniei Kodomo no Hi. Vizitatorii pot urca în turn doar vara[52].
- Piața Champ-de-Mars, inima orașului, unde se întâlnesc cele două străzi pietonale (rue aux Cordiers și rue Saint-Saulge). Aici se află și primăria și teatrul în stil italian, inaugurat în 1884. Piața găzduiește târgul săptămânal, organizat miercurea și vinerea.
- Liceul militar din Autun, recunoscut pentru acoperișurile sale frumoase din țiglă smălțuită. Fost mare seminar[53], construit în secolul al XVII-lea, acesta a devenit în 1884 o școală militară pregătitoare, apoi un colegiu, iar din 1981, un liceu militar. Acesta primește elevi din toate regiunile Franței, ai căror părinți sunt în serviciul statului. Cele două clădiri principale găzduiesc elevi de la clasa a 6-a până la clasele pregătitoare pentru învățământul superior. Recent, construcția unor clădiri noi a dus la descoperirea unor vestigii romane importante.
- Pasajul Balthus (fostul pasaj acoperit al Halei)[54] - Fostele hale au fost construite între 1742 și 1746, după planurile arhitectului François Franque, și transformate în pasaj acoperit în 1848 de arhitectul Palluet. Din construcția originală din secolul al XVIII-lea, s-a păstrat fațada de pe rue du Général-Demetz, în timp ce magazinele și galeriile care le surmontează datează din secolul al XIX-lea, având însă o inspirație neorenascentistă.
- Fosta închisoare circulară - Construită în 1854 și închisă în 1955, după 101 ani de funcționare, a fost una dintre primele închisori franceze care au adoptat regimul de detenție celulară[55], bazat pe modelul panopticului. Dezafectată din 1955, este acum protejată ca monument istoric[56], fiind remarcabilă în special datorită planului său circular.
- Liceul Bonaparte
- Monumentul eroilor din oraș, inaugurat pe 2 decembrie 1923 în piața Champ-de-Mars și înscris în lista Monumentelor Istorice în 2016, este rezultatul unui concurs lansat în 1920, care a selectat proiectul sculptorului Alfred Jean Halou (1875-1939). Acesta se caracterizează printr-o bază largă în formă piramidală, pe care sunt înscrise numele soldaților căzuți pentru Franța, iar deasupra se află mai multe elemente simbolice (baionete, ramuri de laur, casca soldatului, crucea de război, lopată, bidon, topor, ramuri de stejar, grenade, măslin, palme etc.), evocând diferite valori: Gloria (laurii), Forța (stejarul), Victoria (palmele) și Pacea (măslinul). Deasupra, patru nișe adăpostesc pe fiecare față o alegorie feminină, ilustrând diverse atitudini ale femeilor în fața doliului: soția îndurerată; tânăra logodnică venind la mormânt; tânăra văduvă cu cei doi copii ai săi; și, în cele din urmă, „gândul la morții războiului”. În vârf, la peste 10 metri înălțime, o alegorie a Victoriei ține în brațe un luptător căzut[57].
- Crucea Eliberării, care domină întregul oraș Autun de pe Muntele Saint-Sébastien;
- Biserica Saint-Pierre-l'Estrier, situată pe strada de l'Hermitage în Saint-Pantaléon, clasată monument istoric în 1979[58];
- Capela Saint-Nicolas, pe strada Saint-Nicolas[59];
- Capela Sainte-Anne, pe aleea Sainte-Anne;
- Capela Saint-Sacrement, pe strada Saint-Germain;
- Capela Saint-Gabriel, aflată în spital, pe bulevardul Frédéric-Latouche;
- Capela Saint-Georges din liceul militar, pe strada Gaston-Joliet;
- Capela Notre-Dame-des-Bonnes-Œuvres-et-des-Sept-Dormants, desacralizată, situată în fostul refectoriu al Capitlului, în piața Sainte-Barbe;
- Capela Saint-Aubain, în piața du Terreau[60];
- Mănăstirea Visitation, pe strada aux Raz, monument istoric[61];
- Capela benedictinelor Notre-Dame, pe strada Chaffaut;
- Biserica Saint-Léger, în satul Couhard;
- Biserica Sacré-Cœur, în satul Fragny.

## Personalități
- Octavianus Augustus: împărat roman, fondatorul orașului.
- Talleyrand: episcop de Autun (1788-1791), ministru al Afacerilor Externe, președinte al Adunării Naționale.
- Napoleon Bonaparte: admis la colegiul din Autun la 1 ianuarie 1779, unde și-a regăsit frații Lucien și Joseph. A revenit la Autun de cinci ori, dintre care de trei ori a trecut pe la Hôtel Saint-Louis et de la Poste: în primăvara anului 1798, pe 10 ianuarie 1802, pe 6 aprilie 1805, pe 31 decembrie 1807 și pe 15 martie 1815[62].
- Patrice de Mac-Mahon, conte de Mac Mahon, duce de Magenta, mareșal al Franței, președinte al Republicii Franceze între 24 mai 1873 și 30 ianuarie 1879.
- Diviciacos: druid din Autun, vergobret, deputat la Roma.
- Dumnorix: vergobret, fratele lui Diviciacos, opozant al lui Iulius Cezar.
- Sfântul Dezideriu: episcop de Vienne, discipol al Sfântului Syagre; după ce i-a adresat mustrări reginei Brunehaut, aceasta a ordonat destituirea sa și apoi asasinarea sa în anul 608.
- Adolphe, cardinal Perraud (1828-1906): episcop de Autun, istoric, membru al Academiei Franceze.
- Nicolas Rolin (c. 1376-1462): născut la Autun, cancelar al lui Filip cel Bun, duce de Burgundia, și fondator, împreună cu soția sa, Guigone de Salins, al Hôtel-Dieu din Beaune.
- Pierre Jeannin (c. 1540-1623): născut la Autun, prim-președinte al Parlamentului Burgundiei, ambasador al Franței în Olanda, supraveghetor al finanțelor, scriitor, înmormântat în catedrala Saint-Lazare din Autun.
- Louis Renault (1843-1918): jurist, laureat al Premiului Nobel pentru Pace în 1907.
- Bonaventure Des Périers (c. 1510-1543 sau 1544): autor de povestiri, și-a făcut studiile la Autun[63].
- Laurence Côte (născută la 11 februarie 1966, la Lyon): actriță franceză, a crescut la Autun.

## Înfrățiri
Autun se numără printre primele cincisprezece comune din Saône-et-Loire care au stabilit și oficializat relații de prietenie cu o localitate străină.
- Germania – Ingelheim am Rhein - din 19 mai 1963[65]
- Regatul Unit al Marii Britanii și al Irlandei de Nord – Stevenage - din 29 aprilie 1975[65]
- Japonia – Kawagoe - din 18 octombrie 2002[65]
- Spania – Arévalo - 2005[65]
- China – Districtul Chenghua - din 17 octombrie 2018[66]